# Erzbistum Syrakus
Das Erzbistum Syrakus (lat.: Archidioecesis Syracusanus) ist eine auf Sizilien gelegene Erzdiözese der römisch-katholischen Kirche in Italien.
Es ist das Metropolitanbistum der Kirchenprovinz Syrakus in der Kirchenregion Sizilien, ihre Suffraganbistümer sind das Bistum Noto und das Bistum Ragusa.

## Geschichte
Das Bistum Syrakus führt seinen Ursprung auf den legendären ersten Bischof Marcian von Syrakus im 1. Jahrhundert n. Chr. zurück, wurde in byzantinischer Zeit Metropole, ging jedoch während der arabischen Vorherrschaft zugrunde.
Unter der Herrschaft der Normannen wurde das ursprüngliche byzantinische Bistum 1093 durch Roger I. und Papst Urban II. als lateinisches Bistum wiedererrichtet. 1188 wurde es Suffraganbistum des kurz zuvor errichteten Erzbistums Monreale. Aus Teilen seines Territoriums, das sich über den gesamten Südosten Siziliens erstreckte, wurden im 19. Jahrhundert die Bistümer Caltagirone, Piazza Armerina und Noto errichtet.
Am 18. Mai 1844 erhob Papst Gregor XVI. das Bistum zum Erzbistum und Metropolitansitz. Als Suffraganbistümer erhielt es die Bistümer Caltagirone, Piazza Armerina und Noto. 1955 kam das Bistum Ragusa dazu, das 1950 ebenfalls aus einem Teil des Erzbistums Syrakus errichtet worden war.
Bei der Errichtung zweier neuer Kirchenprovinzen durch Johannes Paul II. am 2. Dezember 2000 wurde das Bistum Caltagirone durch die Apostolische Konstitution Ad maiori consulendum der Kirchenprovinz Catania zugeordnet und das Bistum Piazza Armerina der Kirchenprovinz Agrigent, so dass in der Kirchenprovinz Syrakus nur die Bistümer Noto und Ragusa als Suffraganbistümer verblieben.

## Einzelnachweise

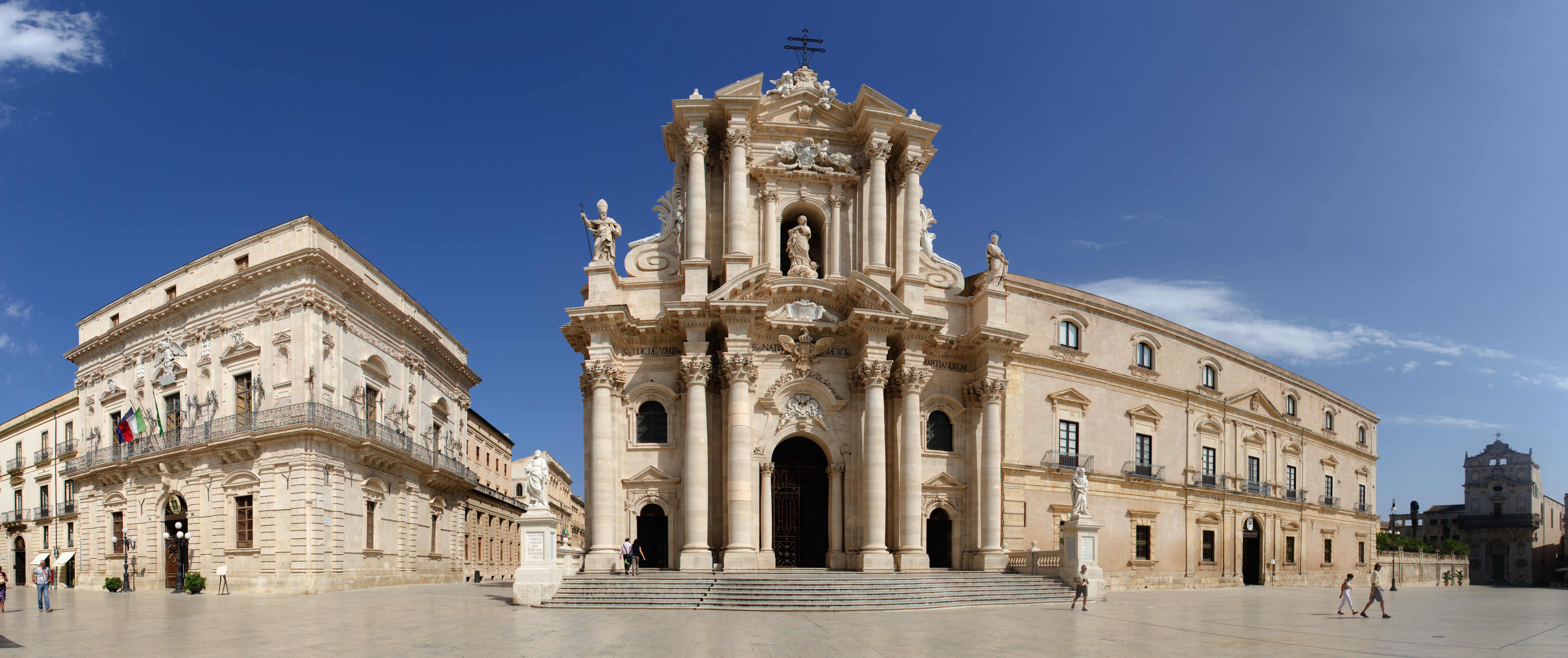
Domfassade und rechts anschließend erzbischöflicher Palast in Syrakus